# Barragem de Alfaiates
A Barragem de Alfaiates, construida no leito da Ribeira de Alfaiates, localiza-se na freguesia de Alfaiates, no Município de Sabugal, Distrito de Guarda, em Portugal. Foi projectada em 1992 e entrou em funcionamento em 1999.

## Barragem
É uma barragem de aterro (terra zonada). Possui uma altura de 20 m acima da fundação (16 m acima do terreno natural) e um comprimento de coroamento de 206 m (largura 6 m). O volume da barragem é de 86.000 m³. Possui uma capacidade de descarga máxima de 1,2 (descarga de fundo) + 98,6 (descarregador de cheias) m³/s.

## Albufeira
A albufeira da barragem apresenta uma superfície inundável ao NPA (Nível Pleno de Armazenamento) de 0,22 km² e tem uma capacidade total de 0,854 Mio. m³ (capacidade útil de 0,65 Mio. m³). As cotas de água na albufeira são: NPA de 801 metros, NMC (Nível Máximo de Cheia) de 802,5 metros e NME (Nível Mínimo de Exploração) de 795,5 metros.